# Ivana Bačić Serdarević
Ivana Bačić-Serdarević (Dubrovnik, 1954.) je hrvatska književnica i radijska novinarka iz Australije.  Suradnica je hrvatskog programa Special Broadcasting Servicea (SBS-a) iz Sydneya. 
Rodila se 1954. u Dubrovniku. U Australiju je doselila 1973. godine.
Članica je Pjesničke unije iz Sydneyja, Hrvatsko-australskoga literarno-umjetničkog društva iz Sydneyja te hrvatsko-australskog književnog društva August Šenoa iz Melbournea.
Prvu zbirku stihova objavila je u Dubrovniku 1981. godine.
Objavila je još pjesme Svijeće svijetle moju Hrvatsku i Zrcalo (1994., u zbirci ": Mirrors in the Shadow: Bilingual Collection of Poetry and Prose", ur. Ana Kumarić)  fikcionizirane biografije (autobiografske novele) Mojmir (1999., objavio Centar za hrvatske studije, Sveučilište Macquarie ) i zbirku stihova Sol Elafita (2004.).